# 가미도리촌
가미도리촌(神通村)은 니가타현 미나미칸바라군에 설치되었던 촌이다.